# Triumfetta longipedunculata
Triumfetta longipedunculata är en malvaväxtart som beskrevs av D.A. Halford. Triumfetta longipedunculata ingår i släktet triumfettor, och familjen malvaväxter. Inga underarter finns listade i Catalogue of Life.